# Maciej Żukowski

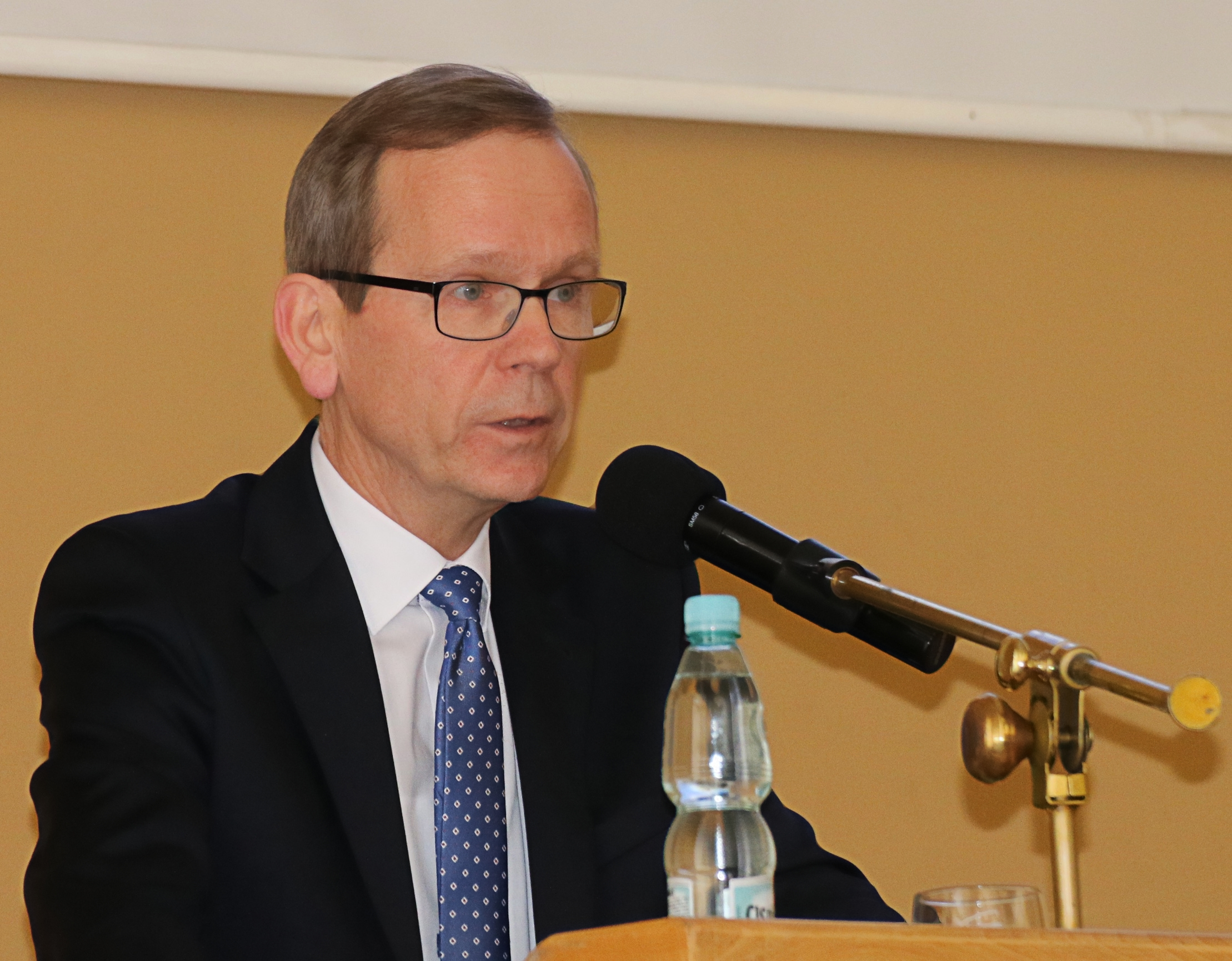
Maciej Żukowski (2017)

Maciej Żukowski (* 22. November 1959 in Posen) ist ein polnischer Wirtschaftswissenschaftler und seit 2016 Rektor der Wirtschaftsuniversität Posen. Sein wissenschaftlicher Schwerpunkt liegt auf der Gesellschaftspolitik und hierbei vor allem die europäische Integration.

## Leben
Maciej Żukowski besuchte von 1974 bis 1978 das Adam-Mickiewicz-Gymnasium in Posen mit den Schwerpunkten Mathematik und Physik. Anschließend studierte er an der Wirtschaftsakademie (AE) Ökonomie und Außenhandel. Seine Magisterarbeit Außenhandelspolitik und sein Wachstum in den neuen asiatischen Industriestaaten schrieb er 1983 und wurde mit Summa cum laude bewertet. Seine Promotion erfolgte 1991, ebenfalls an der Posener Wirtschaftsakademie. 1994 bis 1996 war er als Stipendiat der Alexander-von-Humboldt-Stiftung am Zentrum für Gesellschaftspolitik der Universität Bremen. Nach seiner Rückkehr habilitierte Żukowski 1998. Seit 2001 ist er in der Position eines Professors, seine Ernennung zum ordentlichen Professor erfolgte 2007. 2004 bis 2005 war er Mitglied des Sozialrates des polnischen Ministerpräsidenten. Von 2008 bis 2016 war Maciej Żukowski Prorektor für den Bereich Internationale Zusammenarbeit.

## Werke
Maciej Żukowski hat zahlreiche Werke in Polnisch, Deutsch und Englisch veröffentlicht.
- Relacje świadczeń emerytalnych do dochodów z pracy i ich uwarunkowania (na przykładzie Polski, RFN i Wielkiej Brytanii), Promotionsarbeit, Poznań 1991
- Wielostopniowe systemy zabezpieczenia emerytalnego w Unii Europejskiej i w Polsce. Między państwem a rynkiem, Habilitationsschrift, Poznań 1998
- Reformy emerytalne w Europie, Poznań 2006
- Enabling Social Europe mit G. Verschraegen, P. Rauhala et al., Berlin 2006
- Finanzkrise und Alterssicherung : aktuelle Entwicklungen in Polen, Informationsdienst 2009, S. 27–30
- The impact of the economic and financial crisis on the Polish pension system, mit S. Golinowska, Zeitschrift für Sozialreform/Journal of Social Policy Research, S. 267–285
- Dodatkowy system emerytalny w Polsce – diagnoza i rekomendacje zmian, mit J. Rutecka, K. Bielawska et al., Warschau 2014